# トヨタ・セリカLBターボ
トヨタ・セリカLBターボは、ドイツ・トヨタがドイツレーシングカー選手権（DRM）のディビジョン1に参加するため、初代トヨタ・セリカの2000GT、リフトバック（LB）をベースにしてシュニッツァーによって開発されたグループ5カーである。
1977年と1978年にドイツのDRMシリーズに参加した。信頼性の問題に悩ませられたが、2度の完走とノンチャンピオンシップレースで優勝した。その後、マシンが日本に送られ、シルエットカーレースに参戦した。
ドイツのレースに参戦したシーズンを通じて、トップディビジョンを走る唯一の日本車であった。

## 開発
セリカLBターボは、当時国際的にモータースポーツを席巻し、ドイツレーシングカー選手権（DRM）シリーズのグループ5カテゴリであるディビジョン1も支配していたポルシェ・935に対抗するべく開発された。
多くのグループ5車両と同じく、車体に大規模な改造を受けており、大部分が軽量なグラスファイバーで作りなおされた。ただし、ボンネット、ルーフ、ドアとレールパネルはベースモデルのものを使用している。ドアパネル前後のワイドフェンダーと、ヘッドライトと長方形のグリルを包み、ボンネットを越えて傾斜しているフロントノーズが特徴である。
エンジンは市販車に搭載される18R-G型エンジンをベースに2,090ccまでボアアップし、特別設計の16バルブヘッドとクーゲルフィッシャー製の燃料噴射装置が組み合わせられ、KKK製のターボチャージャーで過給し、最高出力560ps（418kw）を発生した。
ボディカラーは1977年シーズンが青、1978年シーズンは赤と白のツートンに変更された。同時に空力を改善するためボディワークにも修正が加えられ、エンジンもツインターボ化された。両シーズンとも、光学メーカーのローデンストックによるスポンサーシップがあった。

## 1977年
1977年7月、ホッケンハイムリンクにてF1ドイツグランプリのサポートイベントとして開催された、DRMシリーズの第8戦でデビューを飾った。ドライビングはハラルド・アートルが担当したが、予選はポールポジションの935から25秒遅れの13位、決勝では4ラップでリタイアした。次ラウンド8月のゾルダーでは、ポールの935より5秒遅れの予選7位につけたが、決勝は3ラップでリタイアした。10月の最終戦ニュルブルクリンクにおいて初完走を果たし、プライベーターのポルシェ3台に続く4位でフィニッシュした。
その後、ゾルダーで行われたノンタイトルレースのADACトロフィーへ出場し、初優勝を果たした。

## 1978年
前年ポルシェで活躍したディフェンディングチャンピオン、ロルフ・シュトメレンをドライバーに迎えた。第1戦のゾルダーでは、2周目にエンジン故障でリタイア。第2戦ニュルブルクリンクは欠場し、同じくニュルブルクリンクで開催されたアイフェル・レンネンがサポートする第3戦では、わずか4周でリタイアした。
アヴスで行われた次戦を欠場し、ニュルブルクリンク1000kmに出場した。シュトメレンはアートルと組んで参戦し予選6位につけたが、決勝はウォーターポンプとエンジンの故障でリタイアした。次戦のマインツフィンテンでは、7台の935に続く8位でフィニッシュした（935以外では最高位）。
2戦を欠場した後のホッケンハイムでは、7周目でクラッシュしリタイア。次戦のゾルダーでは1ラップも走り切ることなくリタイアした。ゾルダーに向かう途中の事故がもとで、社長であったヨーゼフ・シュニッツァーが亡くなり、この時点で2戦が残っていたが、セリカはレースに戻ることはなかった。
その後、シュニッツァーはBMWでの活動に専念し、成功を収めた。

## 日本
1979年、セリカはトムスによって日本国内に輸入され、同社の創設者、舘信秀のドライビングで富士スーパーシルエットシリーズに参戦した。赤と白のツートンカラーは1978年と同じままで、スポンサーのみチェックマン、タミヤ、髙島屋に変更された。9月に開催された富士インター200マイルレースでは、優勝を果たしている。翌年、トムスは童夢と共同で、RA40系セリカをベースにした新しいシルエットマシンの開発に注力していく。
1981年には、トラストから星野薫のドライブで富士スーパーシルエットシリーズに参戦した。9月に行われた富士インター200マイルレースにて3位に入賞している。1982年には「トラストツインターボセリカ」としてエントリーした。
1983年、トラストは新たに購入したポルシェ・956で全日本耐久選手権へ参戦するためセリカLBターボが使用されなくなり、同年のRRC筑波チャンピオンズレース最終戦が最後のレースとなった。
その後、本車の消息は長らく不明となっていたが、2000年代になってトラストカラーの個体が国内の廃車置き場に放置されている姿が確認されている。のちにレーシングパレスがその個体を入手し、レストアされて1977年当時のカラーリングが復元された。